# Alejandro Hamed
Pour les articles homonymes, voir Hamed.
Alejandro Hamed Franco, né le 26 février 1934 à Asuncion et mort le 24 avril 2023, est un historien, diplomate et homme politique paraguayen. 

## Biographie
Alejandro Hamed étudie l'histoire à l'université de la République à Montevideo, avant d'obtenir un doctorat de l'université nationale d'Asuncion. Il contribue aux recherches sur la culture arabe et à sa diffusion en Amérique du Sud.
Sous la présidence de Fernando Lugo, il occupe le poste de ministre des Affaires étrangères du 15 août 2008 au 29 avril 2009. À ce titre, il signe avec l'ambassadrice des États-Unis Liliana Ayalde un nouvel accord sur la lutte contre les stupéfiants et le blanchiment d'argent. Il est ensuite nommé ambassadeur au Venezuela puis en Uruguay en 2010.